# 福爾頓轉運中心

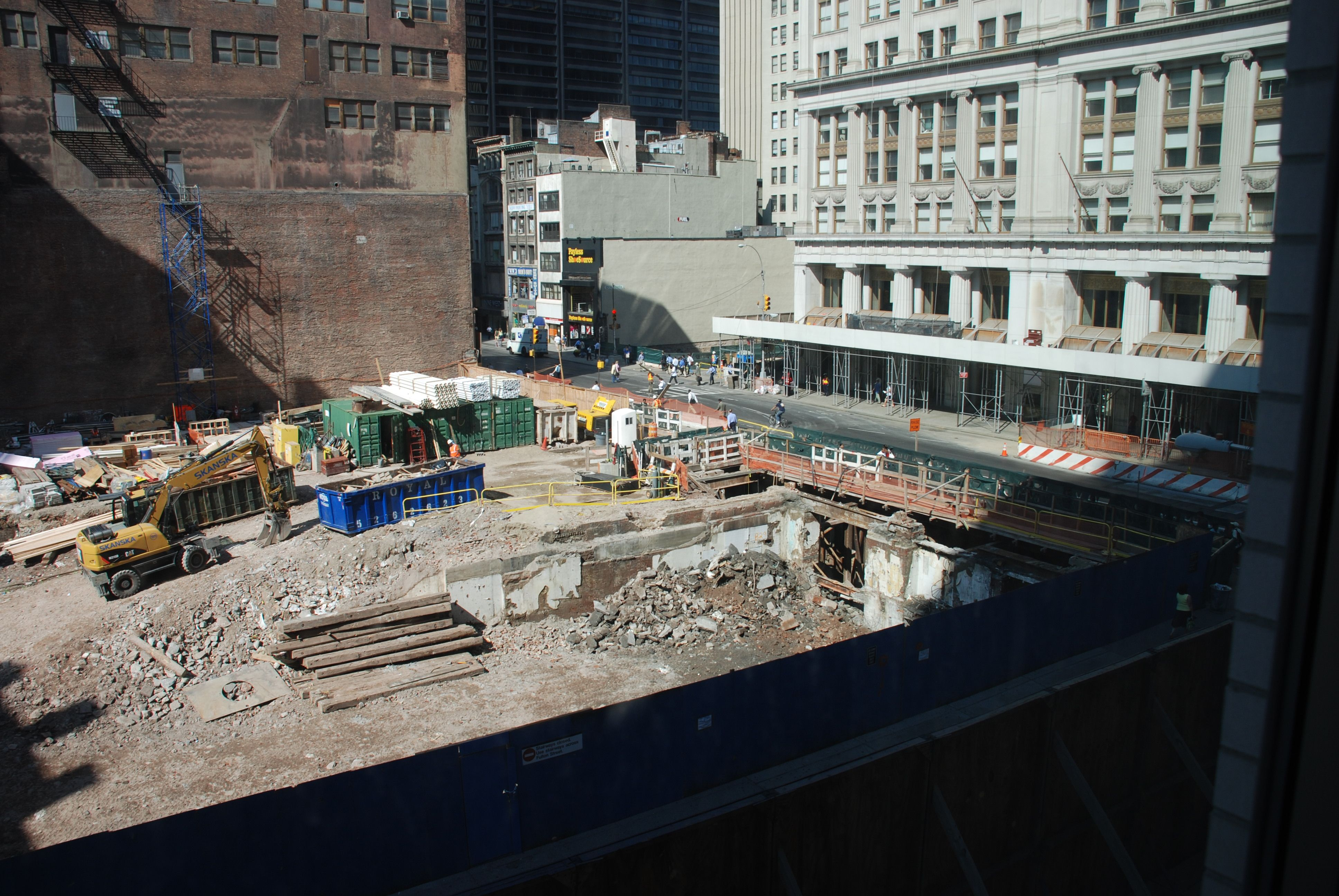
福爾頓街中心工地

福爾頓轉運中心（英語：Fulton Center）是美國紐約市曼哈頓下城福爾頓街及百老匯交叉路口的轉運中心和零售複合體。該名稱也指紐約州的公共機構大都會運輸署（MTA）耗資140億美元修復紐約地鐵福爾頓街車站的項目。該項目包括興建新的地下通道和複合站體的連接點、翻新構成的車站，以及建立一座大型車站大樓，達到西田世界貿易中心商場翻倍。
此項目在2002年公佈，希望改善紐約地鐵在福爾頓街車站的服務和連接性。2005年開始的工程資金在幾年間已經耗盡，沒有最終獲批的計劃，也沒有落成時間表。轉運中心的項目在2009年美國復興及再投資法案重新啟動。此項目過去稱為「福爾頓街轉運中心」（Fulton Street Transit Center），但後來在2012年5月改名為福爾頓中心（Fulton Center）以強調零售。複合在2014年11月10日正式開放，相鄰的戴伊街行人通道也隨之啟用。
通過戴伊街行人通道，複合體連接至世界貿易中心、西田世界貿易中心商場、PATH車站以及觀景台，並提供連接至錢伯斯街-世界貿易中心／公園廣場車站（2與3 A，C，與E）、科特蘭-格林尼治街（1）、科特蘭-教堂街（N，R，與W）以及PATH世界貿易中心車站。西田法團負責營運其零售空間，作為西面一街之隔的世界貿易中心商場的擴展部分。

## 外部連結
- 维基共享资源上的相關多媒體資源：福爾頓轉運中心
- 官方网站
- Exterior from Google Maps Street View
- Interior from Google Maps Street View （页面存档备份，存于）